# Centralafrikanska republiken i olympiska sommarspelen 2012
Centralafrikanska republiken deltog i de olympiska sommarspelen 2012 som ägde rum i London i Storbritannien mellan den 27 juli och den 12 augusti 2012. Ingen av landets deltagare erövrade någon medalj.

## Brottning
Damer, fristil
| Brottare     | Gren   | Kvalomgång           | Åttondelsfinal         | Kvartsfinal          | Semifinal            | Återkval 1           | Återkval 2           | Final / brons        | Final / brons |
| Brottare     | Gren   | Motståndare Resultat | Motståndare Resultat   | Motståndare Resultat | Motståndare Resultat | Motståndare Resultat | Motståndare Resultat | Motståndare Resultat | Placering     |
| ------------ | ------ | -------------------- | ---------------------- | -------------------- | -------------------- | -------------------- | -------------------- | -------------------- | ------------- |
| Sylvie Datty | -63 kg | BYE                  | Battsetseg (MGL) L 0–3 | Gick inte vidare     | Gick inte vidare     | Gick inte vidare     | Gick inte vidare     | Gick inte vidare     | 20            |

## Friidrott
Förkortningar
- Notera – Placeringar gäller endast den tävlandes eget heat
- Q = Kvalificerade sig till nästa omgång via placering
- q = Kvalificerade sig på tid eller, i fältgrenarna, på placering utan att ha nått kvalgränsen
- NR = Nationellt rekord
- N/A = Omgången inte möjlig i grenen
- Bye = Idrottaren behövde inte delta i omgången

Herrar
Bana och väg
| Idrottare             | Gren  | Heat     | Heat      | Kvartsfinal | Kvartsfinal | Semifinal        | Semifinal        | Final            | Final            |
| Idrottare             | Gren  | Resultat | Placering | Resultat    | Placering   | Resultat         | Placering        | Resultat         | Placering        |
| --------------------- | ----- | -------- | --------- | ----------- | ----------- | ---------------- | ---------------- | ---------------- | ---------------- |
| Berenger Aymard Bosse | 100 m | 10.55    | 1 Q       | 10.55       | 7           | Gick inte vidare | Gick inte vidare | Gick inte vidare | Gick inte vidare |

Damer
Bana och väg
| Idrottare         | Gren  | Heat     | Heat      | Semifinal        | Semifinal        | Final            | Final            |
| Idrottare         | Gren  | Resultat | Placering | Resultat         | Placering        | Resultat         | Placering        |
| ----------------- | ----- | -------- | --------- | ---------------- | ---------------- | ---------------- | ---------------- |
| Elisabeth Mandaba | 800 m | 2:12.56  | 7         | Gick inte vidare | Gick inte vidare | Gick inte vidare | Gick inte vidare |

## Taekwondo
| Idrottare   | Gren             | Åttondelsfinaler           | Kvartsfinaler        | Semifinaer           | Återkval                | Bronsmatch           | Final                | Final            |
| Idrottare   | Gren             | Motståndare Resultat       | Motståndare Resultat | Motståndare Resultat | Motståndare Resultat    | Motståndare Resultat | Motståndare Resultat | Placering        |
| ----------- | ---------------- | -------------------------- | -------------------- | -------------------- | ----------------------- | -------------------- | -------------------- | ---------------- |
| David Boui  | Herrarnas −68 kg | Motamed (IRI) L 2–7        | Gick inte vidare     | Gick inte vidare     | Nikpai (AFG) L 2–14 PTG | Gick inte vidare     | Gick inte vidare     | Gick inte vidare |
| Seulki Kang | Damernas −49 kg  | Zaninović (CRO) L 0–14 PTG | Gick inte vidare     | Gick inte vidare     | Gick inte vidare        | Gick inte vidare     | Gick inte vidare     | Gick inte vidare |